# Deva (Roménia)
Deva é uma cidade da Roménia, no distrito de Hunedoara com 61123 habitantes (2011).

## População
| 1912 | 1930  | 1948  | 1956  | 1966  | 1977  | 1992  | 2002  | 2011  |
| 8654 | 10509 | 12959 | 16879 | 26969 | 60538 | 78438 | 69527 | 61123 |